# 歐諾斯凱利斯
歐諾斯凱利斯（英語：Onoskelis）是猶太-基督教的偽典《所羅門之約》中描述的女邪靈，但鑑於猶太-基督教長期以來執行著針對異教神祇而進行的汙名化與妖魔化，歐諾斯凱利斯在一定程度上是為異教神。